# 李承勲 (ボクサー)
李 承勲（イ・スンフン、朝: 이승훈、英語: Lee Seung-hoon、1960年7月26日 - ）は、韓国の元男子プロボクサー。忠清北道清原郡出身。元IBF世界スーパーバンタム級王者。

## 来歴
1977年7月30日、プロデビュー。4回判定勝ちを収めた。
1977年11月6日、金煥金と対戦し、初敗北となる6回判定負けを喫した。
1978年12月20日、ソウルで金容煥と韓国フライ級王座決定戦を行い、10回判定勝ちを収め王座獲得に成功した。
1979年2月10日、元WBC世界ライトフライ級王者ネトルノイ・ソー・ボラシンと対戦し、10回判定負けを喫した。
1979年5月15日、後のWBC世界フライ級王者プルデンシオ・カルドナと対戦し、10回判定勝ちを収めた。
1980年2月2日、カラカスでラファエル・オロノとWBC世界スーパーフライ級初代王座決定戦を行い、15回1-2（145-150、148-147、143-148）の判定負けを喫し王座獲得に失敗した。
1980年5月9日、元WBC世界ライトフライ級王者金性俊と対戦し10回判定勝ちを収めた。
1980年9月28日、藤間嗣之と対戦し7回KO勝ちを収めた。
1980年11月16日、フラッシュ・ジャグドンと対戦し7回KO勝ちを収めた。
1981年7月31日、ネプタリ・アラマグと対戦し10回判定勝ちを収めた。
1982年6月2日、ロサンゼルスのオリンピック・アウディトリウムでWBC世界バンタム級王者ルペ・ピントールと対戦し、11回43秒TKO負けを喫し王座獲得に失敗した。
1983年3月20日、元WBA世界スーパーバンタム級王者リカルド・カルドナと対戦し6回KO勝ちを収めた。
1984年2月4日、モーリス・パストールと対戦し2回KO勝ちを収めた。
1984年9月9日、イミー・サニコと対戦し4回KO勝ちを収めた。
1985年2月2日、ロベルト・クレメンテ・コロシアムでWBA世界スーパーバンタム級王者ビクトル・カジェハスと対戦し、15回0-3（141-145、142-146、141-147）の判定負けを喫し、3度目の挑戦での王座獲得に失敗した。
1985年6月2日、パブロ・ペピートと対戦し10回判定勝ちを収めた。
1986年5月24日、マジェー・ボナと対戦し5回KO勝ちを収めた。
1986年9月13日、リトル・バンゴヤンと対戦し10回判定勝ちを収めた。
1987年1月17日、金知元が無敗のまま引退したことに伴い空位となったIBF世界スーパーバンタム級王座決定戦を東洋太平洋ボクシング連盟 (OPBF)東洋太平洋スーパーバンタム級王者プラユンサク・ムアンスリンと行い、9回2分25秒TKO勝ちを収め、4度目の挑戦にして王座獲得に成功した。
1987年4月5日、ホルヘ・ウルビナ・ディアスと対戦し、10回3分4秒KO勝ちを収め初防衛に成功した。
1987年7月19日、レオン・コリンズと対戦し、5回1分23秒KO勝ちを収め2度目の防衛に成功した。
1987年12月27日、浦項市で後のIBF世界スーパーバンタム級王者ホセ・サナブリアと対戦し15回3-0（147-143、144-143、146-141）の判定勝ちを収め3度目の防衛に成功した。
1988年3月20日、蔚山で元WBA世界スーパーバンタム級王者フリアン・ソリスと対戦し、10回判定勝ちを収めた。 
1988年5月29日、WBC世界スーパーバンタム級王者ダニエル・サラゴサと対戦し12回1-1（114-114、113-115、114-112）の三者三様の引き分けに終わり、IBFに続く王座獲得に失敗した。
1989年2月27日、ノーリー・ジョッキージムと対戦し、6回KO勝ちを収めた。
1989年12月30日、エドウィン・モンタネスと対戦し、10回KO勝ちを収めた試合を最後に現役を引退した。

## 獲得タイトル
- 韓国フライ級王座
- IBF世界スーパーバンタム級王座（防衛3=返上）